# Selysiothemis nigra
Selysiothemis nigra là một loài chuồn chuồn trong chi đơn loài Selysiothemis thuộc họ Libellulidae. Loài này hiện diện ở Trung Á và Trung Đông. Ở châu Âu loài này là khá hiếm gặp và chủ yếu giới hạn trong các vùng duyên hải thuộc Địa Trung Hải và Biển Đen. Chiều dài cơ thể 30–35 mm, sải cánh khoảng 60 mm.